# Rebbenesøya
Rebbenesøya (nordsamisk: Ruobbá) er en ø i Karlsøy og Tromsø kommuner i Troms og Finnmark fylke i Norge.
Der er færgeforbindelse mellem Bromnes øst på Rebbenesøya og Mikkelvik på Ringvassøy.
Troms Kraft planlægger et vindkraftværk ved Måsvik på Rebbenesøya.
I Toftefjorden på Rebbenesøya blev tolv norske kommandosoldater fra Kompani Linge angrebet af en tysk minestryger 30. marts 1943. Den eneste som det lykkedes at flygte var Jan Baalsrud, som klarede at nå til Sverige. Et monument over de dræbte står i Toftefjorden. Baalsruds flugt er beskrevet i romanen Ni liv, som senere blev filmatiseret. I 2001 kom også bogen "Jan Baalsrud. Og de som reddet ham" skrevet af Tore Haug og Astrid Karlsen Scott.

## Stedbeskrivelser
På Rebbenesøya er der mange bjerge som er egnet til friluftsliv og fjeldture for turister. På Rebbenesøya er der fiskerivirksomhed som ligger i Løksfjord, og som er drevet af Løksfjord AS, oprettet i 1960'erne. Det er den største virksomhed på øen, og beskæftiger 10–15 arbejdere og er hjemmehavn for en del fiskefartøjer. Øens skole ligger i Skogvik og har 6 elever (2012/2013). Øen har også en nærbutik som ligger i Engvik. Navnet Rebbenesøy kommer fra det samiske navnet Ruobbá.
Det tar ca. 1 time og 30 min å kjøre fra Tromsø til Rebbenesøya.
Det er ca. 20 fiskevande på Rebbenesøya.

### Steder på Rebbenesøya

#### Fiskevande
- Botnvatnet (6,64 ha)
- Hølkesfjordvatnet ()
- Nebbesteinvatnet ()
- Finnkjerkvatnet (29,55 ha)
- Djupdalsvatnet ()
- Reinbåsdalvatnet ()
- Lomtjønna ()
- Kuvannet ()
- Bjørnnakkvatnet ()
- Ytrevassdalvatnet ()
- Strumpedalvatnet ()
- Kvitvatnet ()
- Øvre Toftefjordvatnet ()
- Nedre Toftefjordvatnet (5,5 ha)
- Tomasvatnet ()
- Gammelgårdsvatnet ()
- Pedervatnet ()
- Hanssjursavatnet ()
- Eievatnet (0,707 ha)

#### Floder
- Finnkjerkelva er den vandrigeste elv på øen. Med pH-værdi omkring 6,6 (målt 10.12.2012) er den optimal for alle de fiskearter som findes i Nordnorge.
- Vardvikelva
- Botnelva
- Storelva
- Gammelgårdelva
- Vassdalelva
- Trollhammarelva
- Kjoselva
- Skjellelva

#### Fjelde
- Helvetestinden
- Geittinden
- Bukketinden
- Stortinden
- Løkstinden
- Godstrandtinden
- Multinden
- Sandviktinden
- Storfjell

#### Bebyggelser
- Bromnes
- Leirstrand
- Rebbenes
- Varvik
- Boten
- Vasvik
- Skogvik er en af de største bebyggelser på øen. Her ligger skole og her bor cirka 17 mennesker som udgør 27% af øens befolkning.
- Gamvik
- Måsvik
- Løksfjord
- Engvik